# Chandra
|  | For rumobservatoriet Chandra, se Chandra X-ray Observatory |
Chandra (ordret: "lysende") er en månegud og en Graha inden for Hinduismen. Chandra identificeres også med den vediske månegud Soma (ordret: "saft", og hentyder til planternes safter). 
Chandra beskrives som ung, smuk og retfærdig.